# Aleksandr Gładkow
Aleksandr Wasiljewicz Gładkow (ros. Александр Васильевич Гладков, ur. 9 czerwca?/22 czerwca 1902 w Symferopolu, zm. 3 kwietnia 1969 w Moskwie) – radziecki generał major, Bohater Związku Radzieckiego (1945).

## Życiorys
Urodził się w rodzinie robotniczej. Pracował w drukarni w Omsku, od sierpnia 1916 służył w rosyjskiej armii, w rejonie Rygi brał udział w walkach I wojny światowej, w listopadzie 1917 został zdemobilizowany. W marcu 1918 wstąpił ochotniczo do Armii Czerwonej, brał udział w wojnie domowej w Rosji i w walce z basmaczami, w 1919 ukończył kursy kadry dowódczej w Ferganie i został członkiem RKP(b). W 1922 ukończył kawaleryjskie kursy dowódcze w Ałma-Acie, później był dowódcą plutonu w Północnokaukaskim Okręgu Wojskowym, później dowodził szwadronem i na tym stanowisku latem 1924 brał udział w likwidacji powstania w obwodzie terskim. Później był pomocnikiem naczelnika i naczelnikiem szkoły pułkowej oraz pomocnikiem dowódcy pułku kawalerii, po ukończeniu w 1927 kursów kawaleryjskich został naczelnikiem i politrukiem szkoły pułkowej, a w sierpniu 1928 pomocnikiem dowódcy i p.o. dowódcy pułku kawalerii na Zabajkalu, na tym stanowisku w 1929 wziął udział w konflikcie o Kolej Wschodniochińską. Od lutego 1934 dowodził pułkiem kawalerii, w maju 1937 został dowódcą i komisarzem 54 pułku 12 Dywizji Kawalerii. W październiku 1937 podczas czystek w armii został aresztowany i poddany śledztwu, w maju 1939 zwolniono go i wkrótce przywrócono do służby w armii jako wykładowcę taktyki na kawaleryjskich kursach doskonalenia kadry dowódczej Armii Czerwonej. W lipcu 1940 został dowódcą 18 pułku Dywizji Pancernej 7 Korpusu Zmechanizowanego w Moskiewskim Okręgu Wojskowym, od początku lipca 1941 uczestniczył w wojnie z Niemcami w składzie 20 Armii Frontu Zachodniego, 12 lipca 1941 został ranny.
We wrześniu 1941 został dowódcą 112 Dywizji Piechoty 16 Armii Frontu Zachodniego, a 24 października 1941 dowódcą 129 Dywizji Piechoty, brał udział m.in. w walkach obronnych w obwodzie smoleńskim. Od listopada 1941 do kwietnia 1942 dowodził 100 Dywizją Kawalerii w Samarkandzie, później wykładał taktykę i był kierownikiem grupy uczelnianej na kawaleryjskich kursach doskonalenia kadry dowódczej w Moskwie, w sierpniu 1942 wrócił na front jako zastępca dowódcy 63 Dywizji Kawalerii 46 i potem 44 Armii Frontu Zakaukaskiego, w końcu października 1942 został ciężko kontuzjowany w walce. W sierpniu 1943 został dowódcą 112 Dywizji Piechoty 13 Armii na Froncie Centralnym, później Woroneskim i 1 Ukraińskim, brał udział m.in. w operacji czernihowsko-prypeckiej, bitwie o Dniepr, operacji żytomiersko-berdyczowskiej, proskurowsko-czerniowieckiej i lwowsko-sandomierskiej i walkach o przyczółek sandomierski. 3 czerwca 1944 otrzymał stopień generała majora. W styczniu 1945 brał udział w operacji wiślańsko-odrzańskiej, w tym walkach na zachód od Kurozwęk, a później w forsowaniu Odry, 27 stycznia 1945 został ciężko ranny i odesłany do szpitala. W styczniu 1946 wrócił do służby w armii, którą zakończył w grudniu 1952. Został pochowany na Cmentarzu Wagańkowskim.

## Odznaczenia
- Złota Gwiazda Bohatera Związku Radzieckiego (6 kwietnia 1945)
- Order Lenina (dwukrotnie, 21 lutego 1945 i 6 kwietnia 1945)
- Order Czerwonego Sztandaru (sześciokrotnie, 31 grudnia 1941, 21 września 1943, 27 lipca 1944, 3 listopada 1944, 24 czerwca 1948 i 28 października 1967)
- Order Suworowa II klasy (17 października 1943)

I medale.